# Camponotus tristis
Camponotus tristis är en myrart som beskrevs av Clark 1930. Camponotus tristis ingår i släktet hästmyror, och familjen myror. Inga underarter finns listade.